# Roge (Požega)
Roge (Servisch cyrillisch Роге) is een plaats in de Servische gemeente Požega. De plaats telt 424 inwoners (2002).